# Euplexidia
Euplexidia is een geslacht van vlinders van de familie Uilen (Noctuidae), uit de onderfamilie Hadeninae.

## Soorten
- E. albiguttata Warren, 1912
- E. angusta Yoshimoto, 1987
- E. benescripta Prout, 1928
- E. exotica Yoshimoto, 1987
- E. illiterata Yoshimoto, 1987
- E. literata Moore, 1882
- E. noctuiformis Hampson, 1896
- E. pallidivirens Yoshimoto, 1987
- E. violascens Boursin, 1964